# Astonishing X-Men
Astonishing X-Men – amerykańska seria komiksowa o superbohaterach z grupy X-Men, stworzona przez Jossa Whedona (scenariusz) i Johna Cassadaya (rysunki). Ukazuje się od 2004 roku nakładem wydawnictwa Marvel Comics. Po polsku publikuje ją wydawnictwo Mucha Comics oraz Egmont Polska, a dwa pierwsze tomy ukazały się w Wielkiej kolekcji komiksów Marvela (tom 2 oraz 28). Głównymi postaciami serii są: Cyclops, Emma Frost, Shadowcat, Colossus, Beast i Wolverine.
Whedon i Cassaday zdobyli w 2006 roku Nagrodę Eisnera za Astonishing X-Men w kategorii „Najlepsza kontynuowana seria komiksowa”.

## Wydanie zbiorcze

### Pierwsze polskie wydania Mucha Comics
| Lp | Tytuł           | Tytuł oryginalny | Zawartość                                                              | Data wydania     |
| -- | --------------- | ---------------- | ---------------------------------------------------------------------- | ---------------- |
| 1  | Obdarowani      | Gifted           | Astonishing X-Men (vol. 3) #1–6                                        | październik 2007 |
| 2  | Niebezpieczni   | Dangerous        | Astonishing X-Men (vol. 3) #7–12                                       | marzec 2008      |
| 3  | Rozdarci        | Torn             | Astonishing X-Men (vol. 3) #13–18                                      | wrzesień 2008    |
| 4  | Niepowstrzymani | Unstoppable      | Astonishing X-Men (vol. 3) #19–24 oraz Giant-Size Astonishing X-Men #1 | grudzień 2008    |

### Drugie polskie wydania Mucha Comics
| Lp | Tytuł                    | Tytuł oryginalny                                                             | Zawartość                                                                 | Data wydania  |
| -- | ------------------------ | ---------------------------------------------------------------------------- | ------------------------------------------------------------------------- | ------------- |
| 1  | Astonishing X-Men. Tom 1 | Astonishing X-Men by Joss Whedon & John Cassaday: Ultimate Collection Book 1 | Astonishing X-Men (vol. 3) #1–12                                          | wrzesień 2018 |
| 2  | Astonishing X-Men. Tom 2 | Astonishing X-Men by Joss Whedon & John Cassaday: Ultimate Collection Book 2 | Astonishing X-Men (vol. 3) #13–24 oraz Giant-Size Astonishing X-Men #1    | marzec 2019   |
| 3  | Astonishing X-Men. Tom 3 | Astonishing X-Men: Ghost Box                                                 | Astonishing X-Men (vol. 3) #25–35 oraz Astonishing X-Men Ghost Boxes #1–2 | wrzesień 2019 |
| 3  | Astonishing X-Men. Tom 3 | Astonishing X-Men: Exogenetic                                                | Astonishing X-Men (vol. 3) #25–35 oraz Astonishing X-Men Ghost Boxes #1–2 | wrzesień 2019 |

### Wydane przez Egmont Polska
| Lp | Tytuł                                         | Tytuł oryginalny                                             | Zawartość                                     | Data wydania  |
| -- | --------------------------------------------- | ------------------------------------------------------------ | --------------------------------------------- | ------------- |
| 1  | Astonishing X-Men. Tom 1. Życie X             | Astonishing X-Men by Charles Soule Vol. 1: Life of X         | Astonishing X-Men (vol. 4) #1–6               | marzec 2020   |
| 2  | Astonishing X-Men. Tom 2. Człowiek zwany X    | Astonishing X-Men by Charles Soule Vol. 2: A Man Called X    | Astonishing X-Men (vol. 4) #7–12              | sierpień 2020 |
| 3  | Astonishing X-Men. Tom 3. Dopóki starczy tchu | Astonshing X-Men by Matthew Rosenberg: Until Our Hearts Stop | Astonishing X-Men (vol. 4) #13–17 & Annual #1 | luty 2021     |